# Удачин, Артём Сергеевич
Артём Сергеевич Удачин (укр. Удачин Артем Сергійович, род. 26 марта 1980 года в Мариуполе, Украинская ССР) — украинский тяжелоатлет, российский тренер. Неоднократный призёр чемпионатов мира. Участник трёх Олимпийских игр (2000, 2008, 2012). Заслуженный мастер спорта Украины (2006).

## Биография
Артём Удачин родился в спортивной семье. Мать — мастер спорта по спортивной гимнастике, а отец — бывший тяжелоатлет. Именно он и привел сына на занятия штангой, когда тому было всего 9 лет. Уже в следующем году Артём принял участие в своих дебютных соревнованиях - чемпионате города Мариуполь. Первым тренером Удачина стал Виталий Шведов, который занимался подготовкой спортсмена и в дальнейшем, тренируя Артёма на протяжении всей его карьеры.
В 1998—2000 годах Удачин трижды подряд становится чемпионом мира среди юниоров и в 19-летнем возрасте впервые получает возможность участвовать в Олимпийских играх, проходивших в Сиднее. На помостах Австралии Артём показал лишь 11-й результат с суммарным показателем 415 кг (195+220). Однако уже в следующем году травма едва не перечеркнула надежды молодого спортсмена на будущие успехи. Американские врачи установили диагноз — надрыв связок, однако делать операцию отказались, опасаясь того, что Удачин может остаться инвалидом. Впрочем, «новую жизнь» спортсмену подарил донецкий врач Михаил Черевко, который успешно провёл оперативное вмешательство и поставил Артёма на ноги.
В 2002 году Удачин занял третье место на чемпионате мира в Варшаве, показав значительно лучший результат, чем на Играх в Сиднее - 440 кг (200+240). Однако следующий чемпионат мира в Ванкувере стал для украинского спортсмена роковым — его допинг-проба оказалась положительной, что привело к двухлетней дисквалификации Удачина, срок которой должен был завершиться 22 ноября 2005 года. В связи с этим, Артём пропустил Олимпийские игры 2004 в Афинах, где на него возлагались большие надежды.
Первый же крупный турнир после дисквалификации принёс Удачину «серебро». На чемпионате мира 2006 года в Санто-Доминго Артём только на два килограмма в сумме двоеборья опередил китайского атлета, показав результат 439 кг (199+240).
В 2008 году Артём Удачин был близок к получению бронзовой награды на Олимпийских играх в Пекине, не дотянув до 3-го места всего 6 кг в сумме. В последней попытке в толчке Артём заказал вес, которого было бы достаточно для того, чтобы догнать латвийского спортсмена Виктора Щербатых, однако не взял его, завершив соревнования с итоговым результатом 442 кг (207+235).
В следующем году на чемпионате мира 2009 в Южной Корее Артем Удачин взял одинаковую с корейским спортсменом вес, однако представитель хозяев чемпионата был легче украинского атлета, поэтому победа была отдана именно ему. А на чемпионате мира 2010 в Анталье Удачин опять же по показателю личного веса уступил «серебро» олимпийскому чемпиону Пекина немцу Маттиасу Штайнеру.
В апреле 2013 года на чемпионате Европы в Тиране Артём завоевал золотую медаль на соревнованиях в рывке и стал серебряным призёром по сумме двоеборья.
С 2022 года  по настоящее время — тренер-преподаватель  ГБПОУ «Крымское среднее профессиональное  училище (техникум) олимпийского резерва».

## Достижение
- Чемпион мира среди юношей (3): 1998,  1999,  2000
- Серебряный призёр чемпионата мира (2): 2006, 2009
- Бронзовый призёр чемпионата мира (2): 2002, 2010
- Участник Олимпийских игр (3): 2000, 2008, 2012
- Заслуженный мастер спорта Украины (2006)